# مكتبة أكاديمية

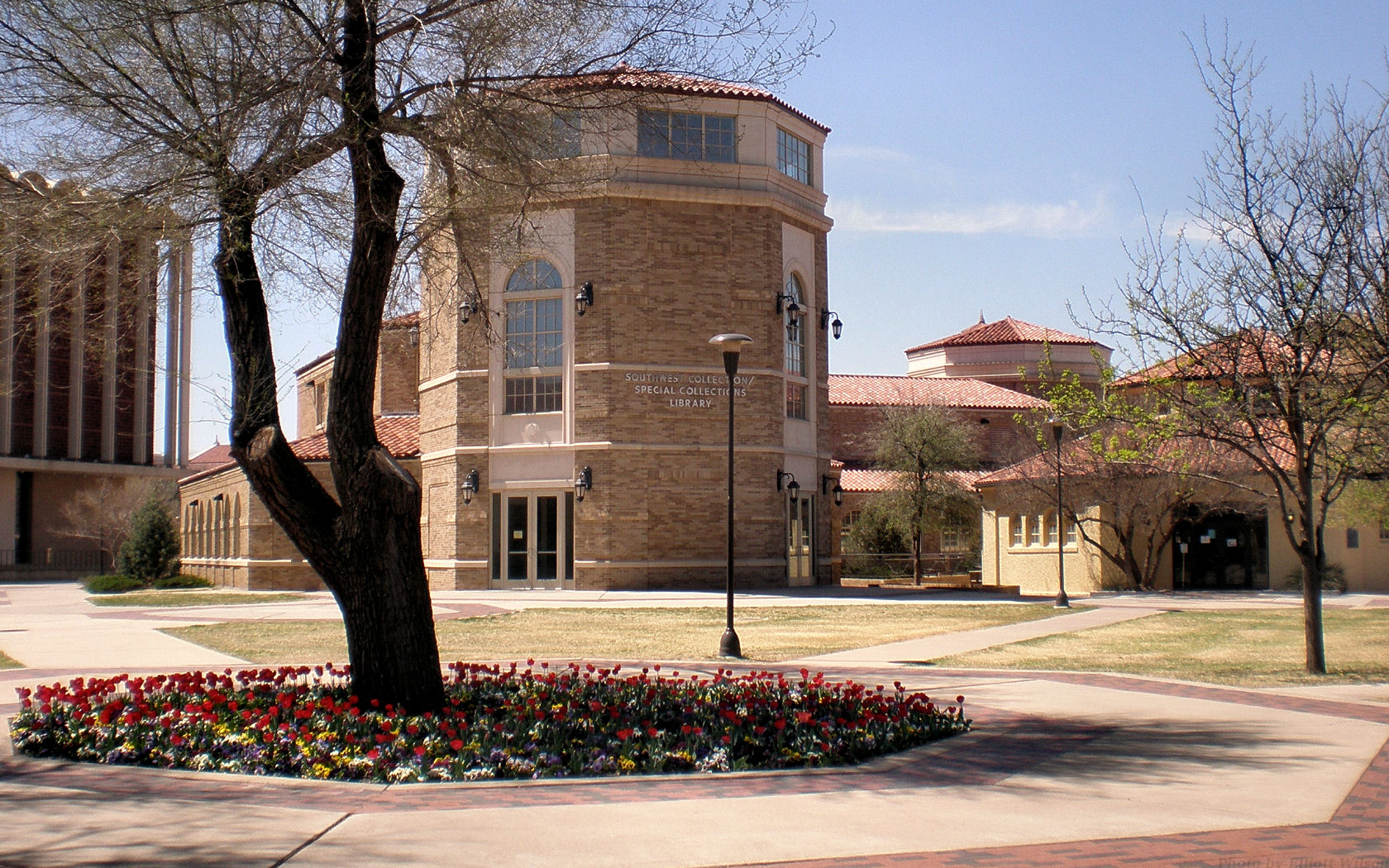
مجموعات من الجنوب الغربي / مجموعات خاصة في مكتبة تكساس للتكنولوجيا، وهي جامعة في الولايات المتحدة

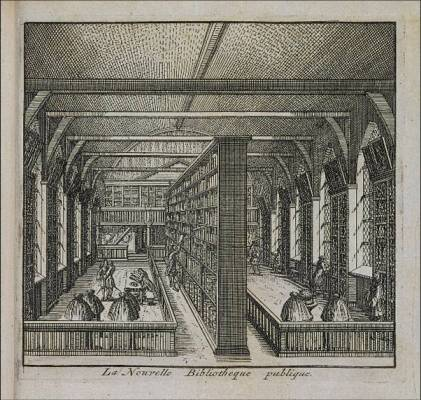
مكتبة جامعة لايدن، هولندا، في 1694. لا نوفيل المكتبه، من ليه DELICES دي Leide، UNE قصر célèbres VILLES DE L'أوروبا ، ليدن: P. فان دير أأ،

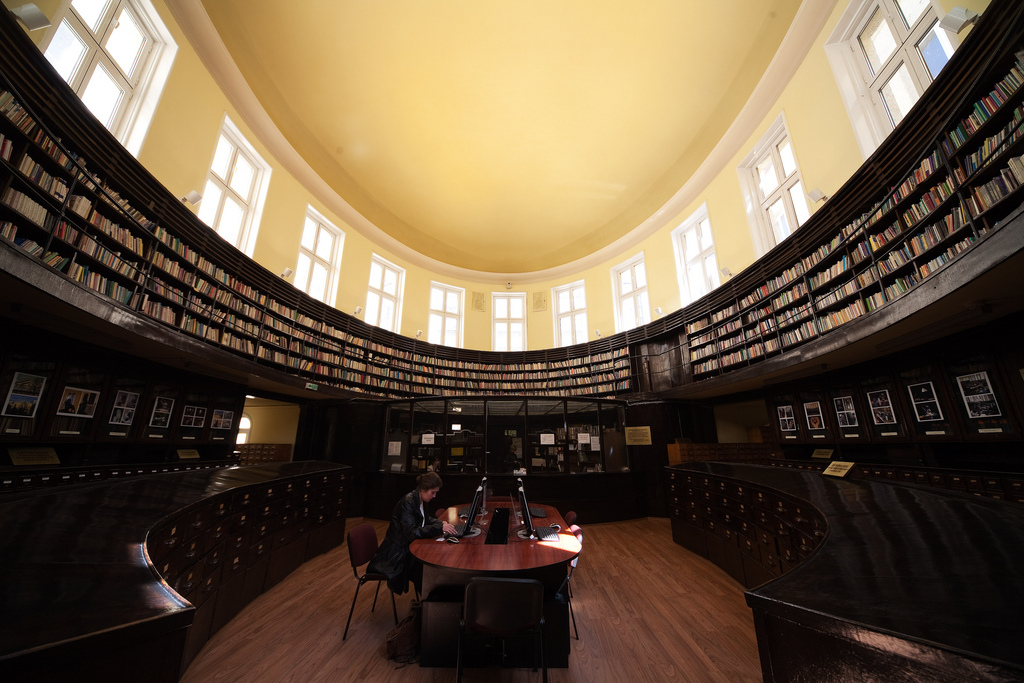
المناطق الداخلية من جامعة صوفيا المكتبة الرئيسية.

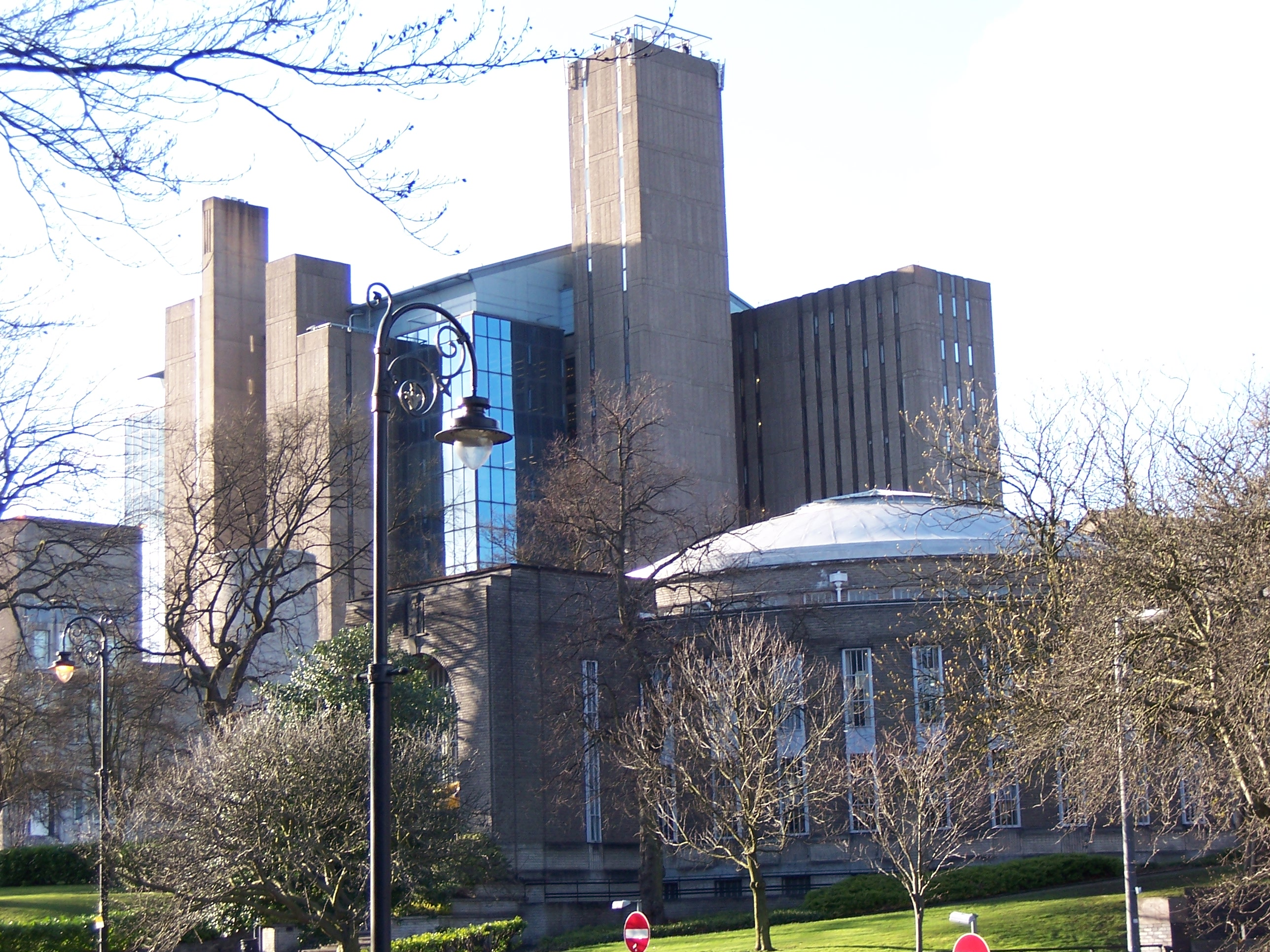
المبنى الرئيسي لمكتبة، لجامعة غلاسكو، مع قاعة للمطالعة مستديرة في المقدمة

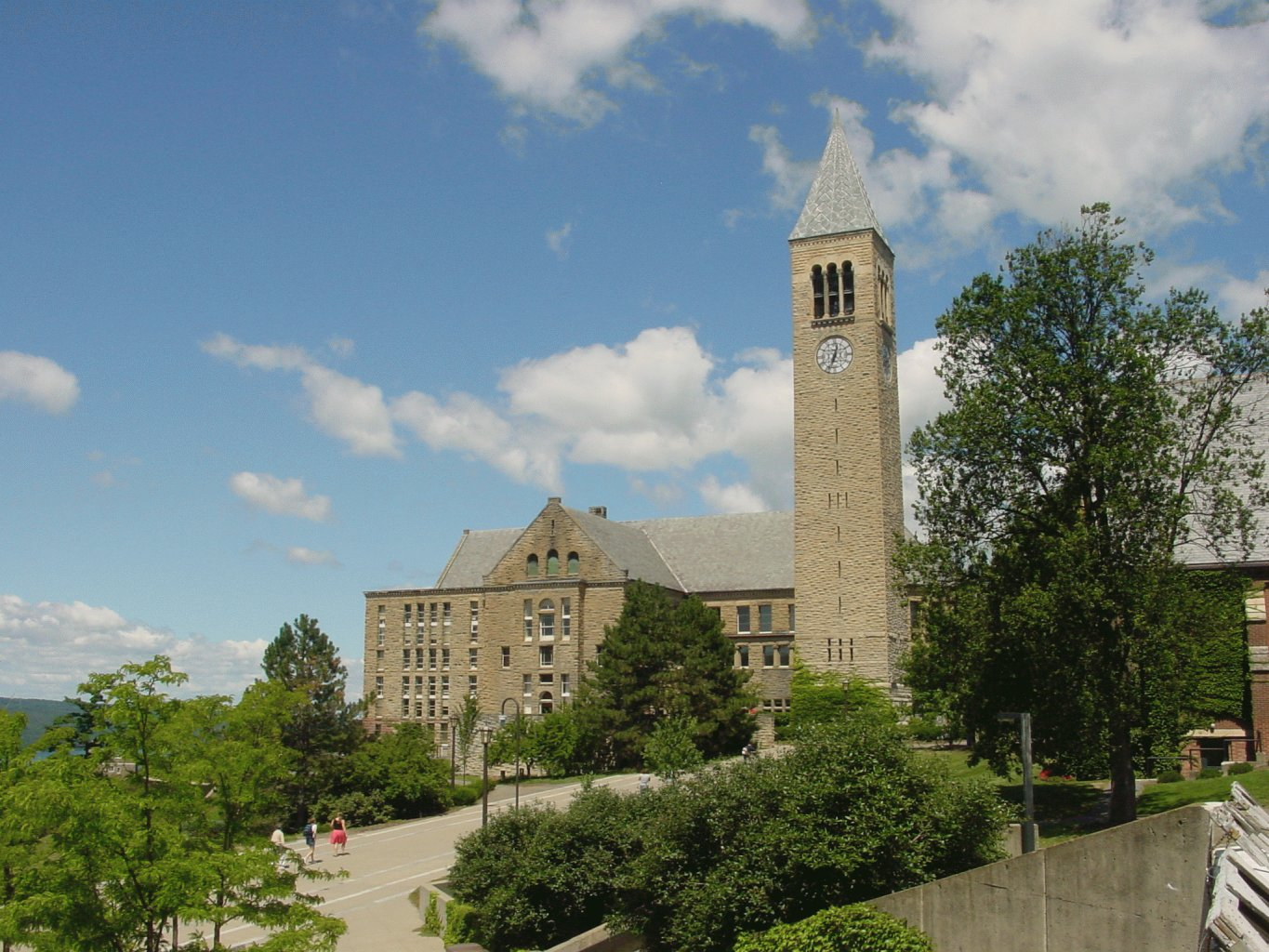
مكتبة أوريس وبرج ماكجرو، جامعة كورنيل

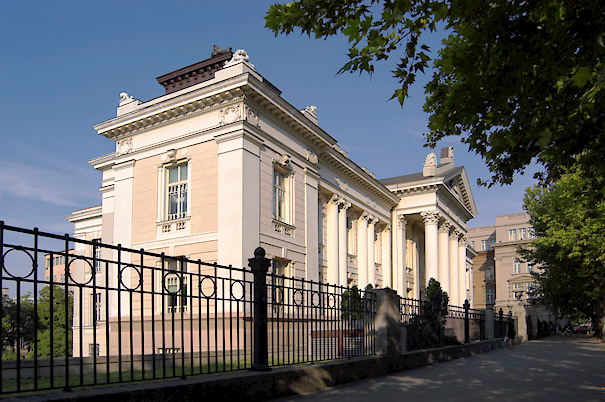
مكتبة جامعة بلغراد، وهي مكتبة كارنيجي

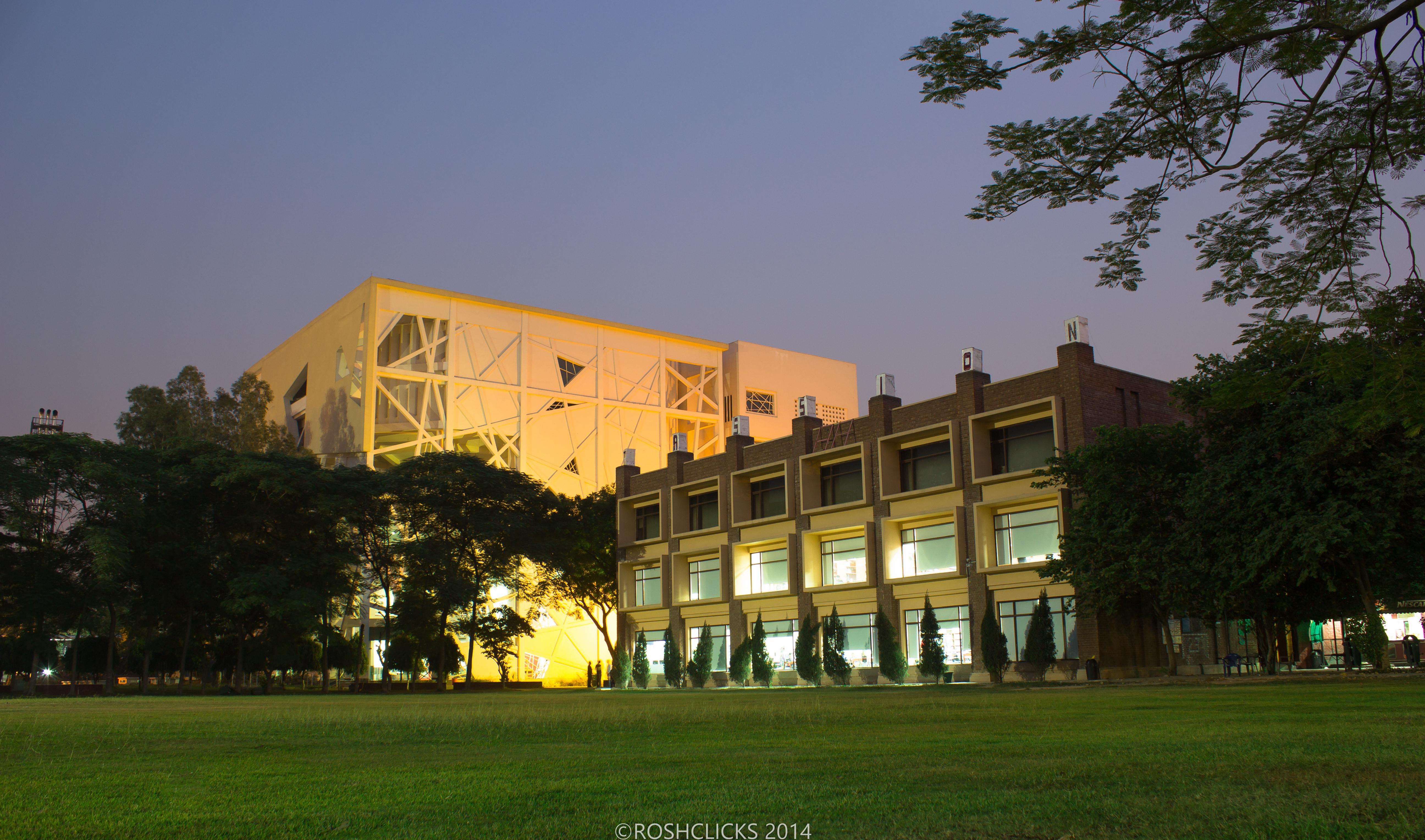
مبنى جديد الأكاديمية والمكتبة، IMT مدينة غازي أباد

المكتبة الاكاديمية هي تلك المكتبة أو مجموعة المكتبات التي تنشأ وتمول من قبل الجامعات أو الكليات أو معاهد التعليم المختلفة، وذلك لتقديم وتوفر المعلومات والخدمات المكتبية للمجتمع الأكاديمي المكون من الطلبة والمدرسين والعاملين في هذه المؤسسات . وذلك عن طريق توفير مايلزم من معلومات تفيدهم في البحث والدراسة ..
المكتبة هي مؤسسة علمية ثقافية تربوية اجتماعية . تهدف إلى جمع مصادر المعلومات وتنميتها بالطرق المختلفة وتنظيمها ( فهرستها وتصنيفها وترتيبها على الرفوف ) واسترجاعها بأقصر وقت ممكن، وتقديمها إلى مجتمع المستفيدين [ قراء وباحثين ] على اختلافهم من خلال مجموعة من الخدمات التقليدية، كخدمات الإعارة والمراجع والدوريات والتصوير والخدمات الحديثة كخدمات الإحاطة الجارية، والبث الانتقائي للمعلومات، والخدمات الأخرى المحسوبة وذلك عن طريق كادر بشري مؤهل علمياً وفنياً وتقنياً في مجال علم المكتبات والمعلومات
تعتبر المكتبة الجامعيه من أهم الوسائل التي تعتمد عليها الجامعة في تحقيق أهدافها.

## التاريخ
من المعروف أن المكتبات الأكاديمية المخصصة للبحث والدراسة كانت من أقدم أنواع ظهوراً في التاريخ .. مثال على ذلك مكتبة (( نينوى الملكية )) في الحضارة الآشورية ومكتبة الإسكندرية الشهيرة ومكتبات أثينا ..
ولقد اهتم المسلمون بمكتبات البحث المكتبات الأكاديمية كل الاهتمام وأشهرها مكتبة بيت الحكمة التي أسسها هارون الرشيد في بغداد ومكتبة دار الحكمة أو دار العلم بالقاهرة التي أسسها الحكام بأمر الله .. ولما أصبحت الجامعات مراكز للبحث والتعليم أصبح من الضروري إلحاق مكتبات كبرى بها لكي تؤدي وظيفتها في خدمة البحث والدراسة .. حيث أصبحت الآن هذه المكتبات مركز إشعاع للفكر والثقافة والحضارة ولا غنى عنها مطلقاً في العملية التعليمية النهوض بالمستوى التعليمي المنشود .

### الولايات المتحدة الأمريكية
كان القصد الأول من الكليات في الولايات المتحدة لتدريب رجال الدين. المكتبات المرتبطة بهذه المؤسسات تتألف في معظمها من الكتب المتبرع بها عن موضوعات اللاهوت والكلاسيكيات. في 1766، ييل كان يمتلك ما يقرب من 4000 مجلدا، وتاتي في المرتبة الثانية بعد هارفارد.كان مقتصرا الحصول على هذه المكتبات لأعضاء هيئة التدريس وعدد قليل من الطلاب: كان فريق العمل فقط عضو هيئة التدريس بدوام جزئي أو رئيس الكلية. وذلك للمحافظة على المراجع والكتب . وعدم السماح الزبائن لاستخدامها. في عام 1849، كانت ييل مفتوحا 30 ساعة في الأسبوع، وجامعة فيرجينيا كان مفتوحا تسع ساعات في الأسبوع، جامعة كولومبيا أربعة، و كلية بودوين ثلاثة فقط. الطلاب يخلقون بدلا من ذلك مجتمعات أدبية ورسوم الدخول المقررة لبناء مجموعة صغيرة من وحدات التخزين القابلة للاستخدام في كثير من الأحيان ما يزيد على ما الذي عقدته مكتبة الجامعة. حوالي مطلع القرن، بدأ هذا النهج للتغيير. في جمعية المكتبات الأمريكية التي تأسست في عام 1876، بأعضاء من بينهم ملفيل ديوي وتشارلز عمي كتر. المكتبات إعادة الأولوية الإضافية لصالح تحسين فرص الحصول على الموادووجدوا التمويل المتزايد نتيجة لزيادة الطلب على المواد المذكورة.
هناك عوامل عدة تساعد وحاجات ضرورية تستوجب إيجاد مكتبة اكاديمية لاسيما في المجتمع الأكاديمي، حيث يساهم ذلك في سد حاجة الباحثين وتسهيل الوصول إلى مصادر المعلومات خصوصًا مع هذا الكم الهائل من المعرفة المنتجة سنويًا على شكل ورقي . سعت الولايات المتحدة لتطوير وبناء المكتبات الأكاديمية الشاملة تربط جميع مصادر المعلومات المتاحة فيها ضمن بوتقة واحدة تعزز من قدرة منسوبي المؤسسة التعليمية وغيرهم من الباحثين على الوصول بسهولة إلى المعلومات التي يحتاجونها والتفاعل الإيجابي فيما بينهم.

### كنـــدا
المكتبات الأكاديمية في كندا تطورت حديثا نسبيا بالنسبة للبلدان الأخرى. افتتح أول مكتبة الأكاديمية في كندا في عام 1789 في وندسور، ونوفا سكوتيا. كانت المكتبات الأكاديمية الصغيرة بشكل ملحوظ خلال القرن 19 وحتى 1950s، عندما بدأت المكتبات الأكاديمية الكندية في النمو بشكل مطرد نتيجة لمزيد من الأهمية التي وضعت على التعليم والبحث. وكان نمو المكتبات في جميع أنحاء عام 1960s كنتيجة مباشرة لعوامل كثيرة هائلة من بينها معدلات الالتحاق الطلاب الضخمة، وزيادة برامج الدراسات العليا، وبدلات الميزانية العالية، والدعوة العامة لأهمية هذه المكتبات.
وتعمل المكتبات الأكاديمية وعلى مدى السنوات الماضية على تطوير مجموعاتها وخدماتها وتشكيل البنى الأساسية للمعلومات ضمن منظومة متكاملة تساعد في تسهيل الوصول إلى مصادر المعلومات من قبل الباحثين ومتخذي القرار. وتتطور مع تطور المكتبات الأكاديمية